# Jakub Kubicki

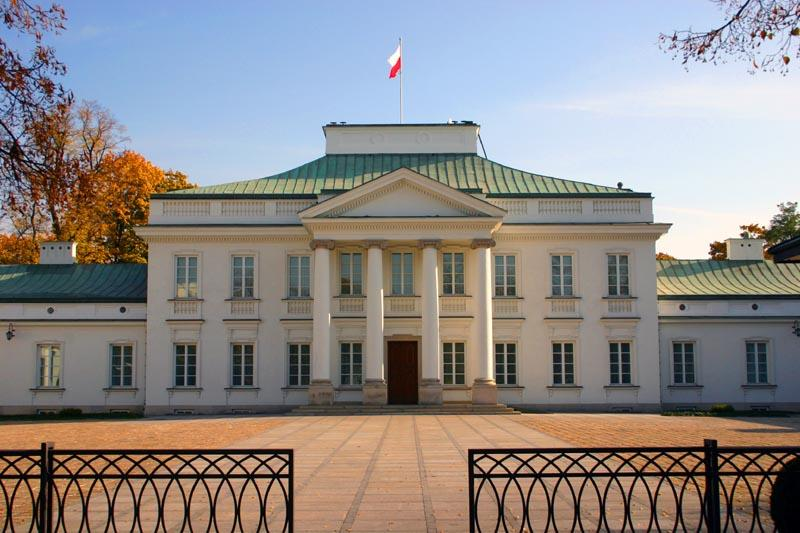
Belweder w Warszawie, którego przebudowy dokonał Kubicki

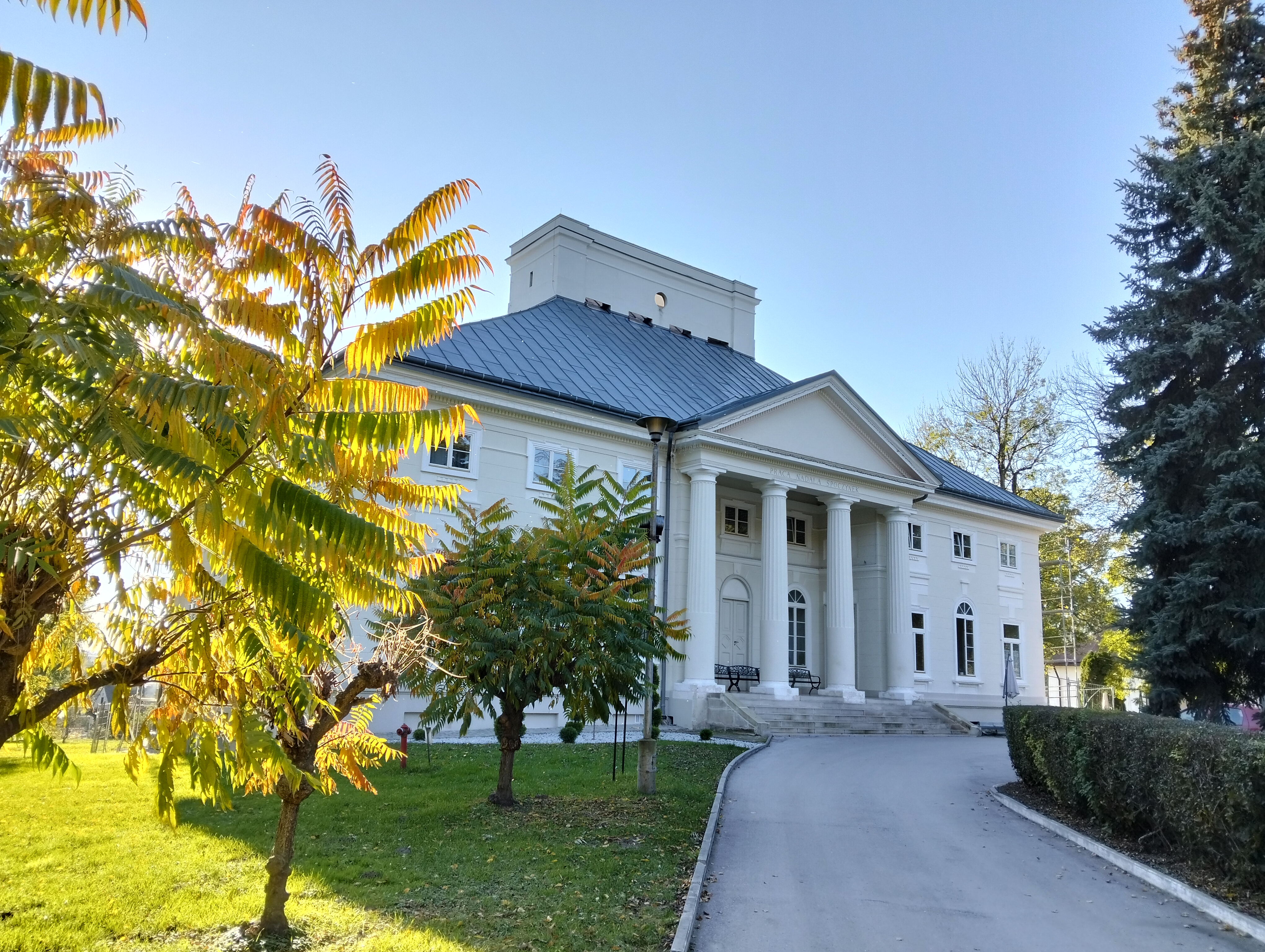
Pałac Badenich w Bejscach

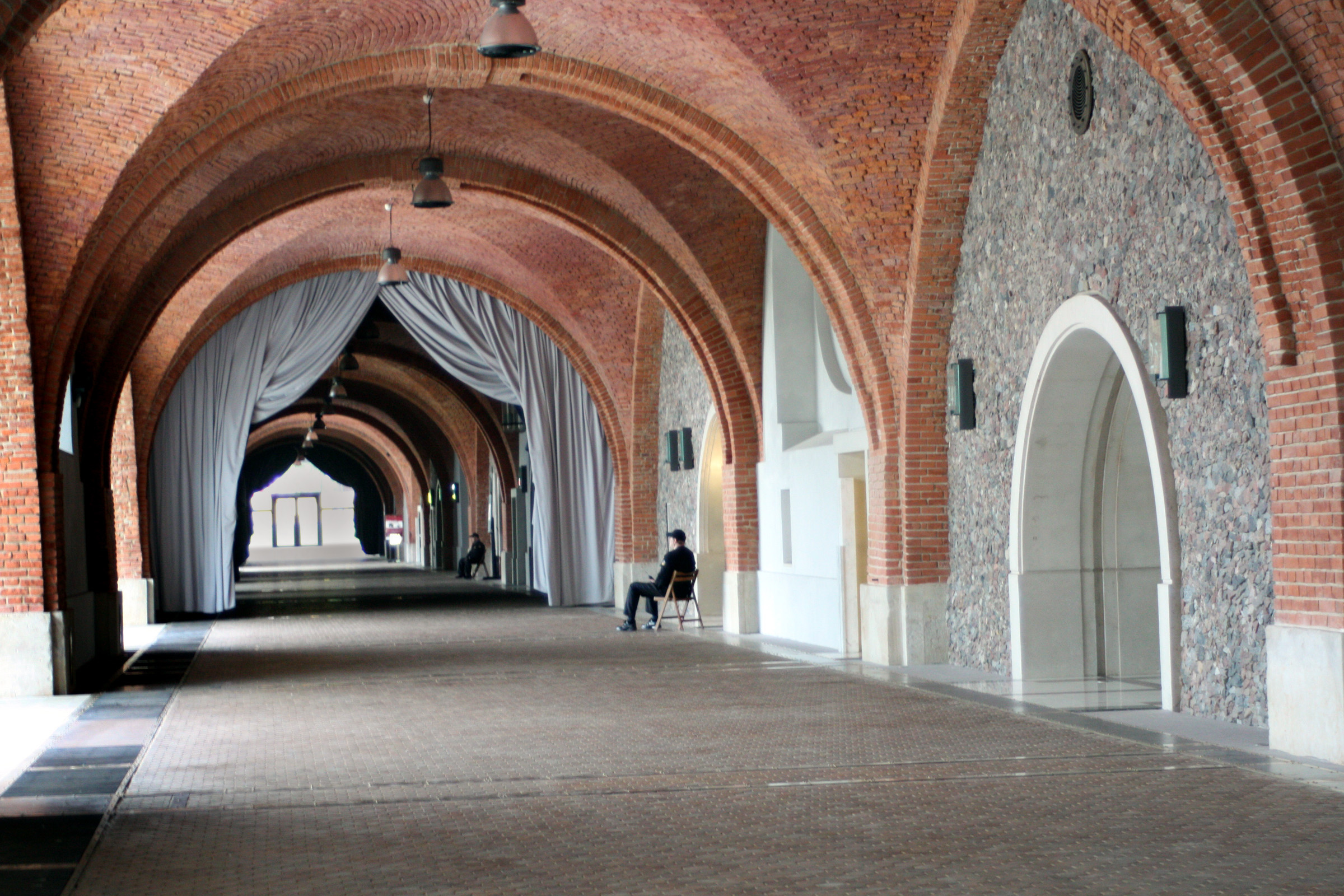
Arkady Kubickiego na Zamku Królewskim w Warszawie

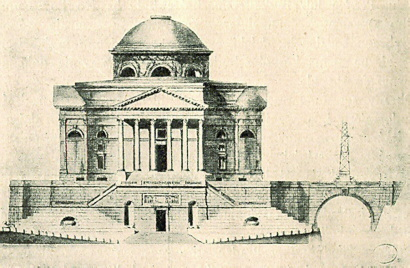
Projekt Świątyni Opatrzności Bożej w Warszawie (1792)

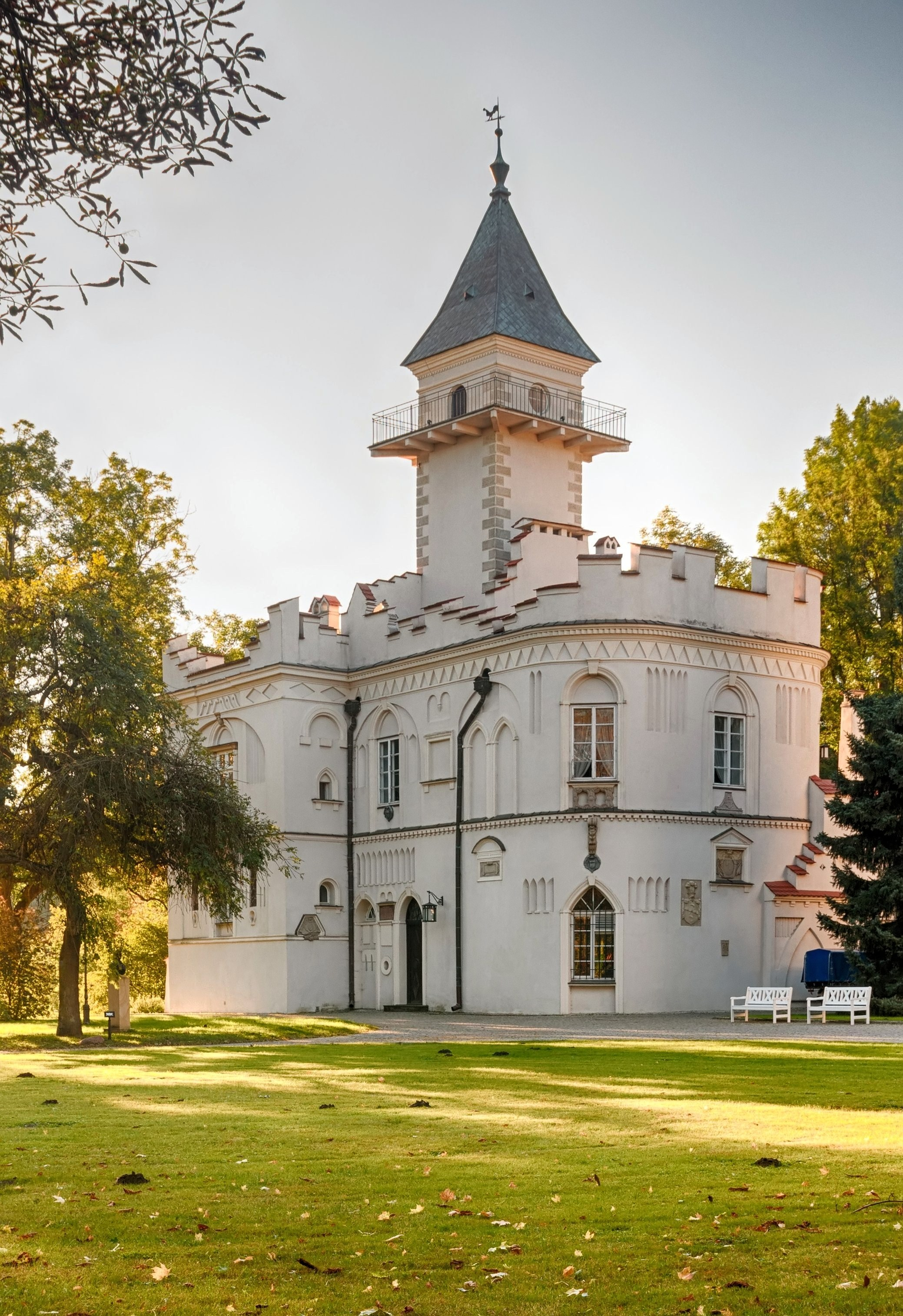
Zameczek w Radziejowicach

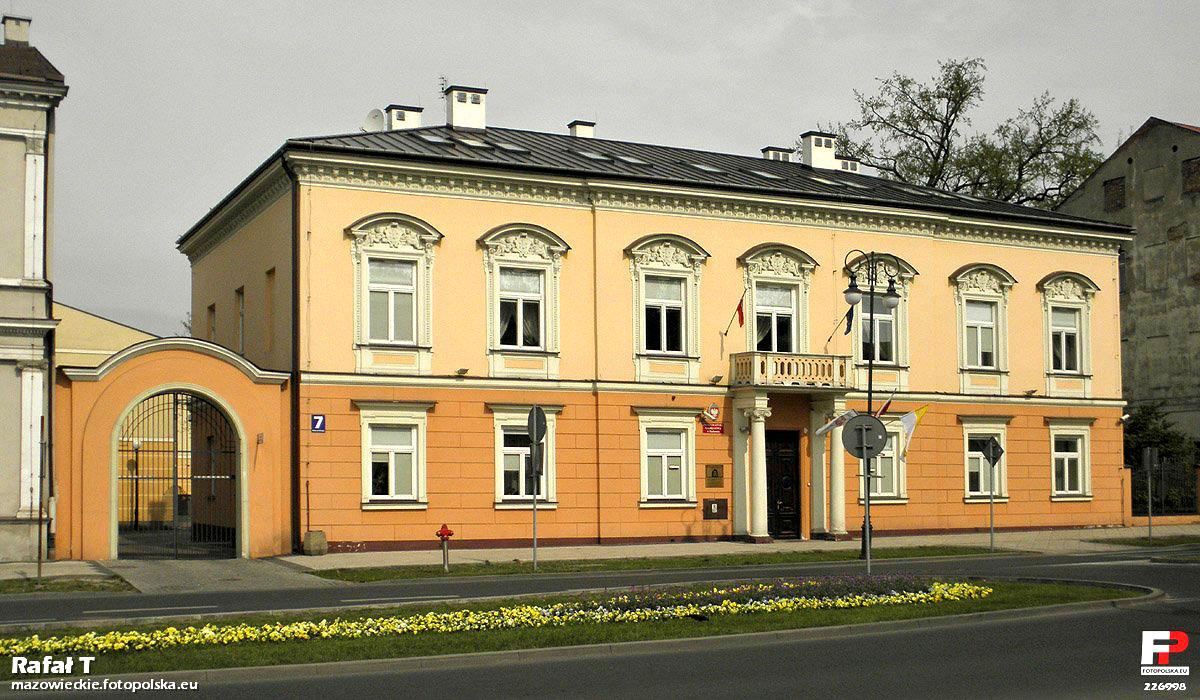
Budynek loży wolnomularskiej w Radomiu

Jakub Kubicki (ur. 1758 w Warszawie, zm. 13 czerwca 1833 w Wilkowie) – polski architekt, przedstawiciel klasycyzmu, budowniczy generalny rządowy, członek przybrany Towarzystwa Królewskiego Przyjaciół Nauk w Warszawie w 1829 roku.

## Życiorys
Urodził się w warszawskiej rodzinie mieszczańskiej. Ukończył kolegium jezuickie, jednocześnie pobierając nauki u Dominika Merliniego. W 1777 zatrudnił go architekt Szymon Bogumił Zug przy budowie kościoła ewangelicko-augsburskiego św. Trójcy w Warszawie. W 1783 wyjechał na studia do Włoch jako stypendysta króla Stanisława Augusta Poniatowskiego (wraz z bratem Maciejem), skąd wrócił w roku 1786. Po powrocie pracował w zawodzie architekta.
W 1791 w uznaniu zasług został nobilitowany i otrzymał herb Kolumna Skrzydlata. Ponieważ posiadanie majątku ziemskiego było symbolem przynależności do stanu szlacheckiego, prawdopodobnie z tego powodu przez wiele lat dzierżawił dobra Wilków, w obwodzie czerskim. Być może chodziło jednak o pomnożenie majątku. Wieś tę w roku 1832 zakupił za sumę 200 000 złp. W czasie insurekcji kościuszkowskiej był sędzią Sądu Kryminalnego Księstwa Mazowieckiego.
W 1812 roku jako członek Towarzystwa Królewskiego Gospodarczo-Rolniczego przystąpił do Konfederacji Generalnej Królestwa Polskiego.
Po upadku Królestwa Polskiego został urzędnikiem na stanowisku Naczelnego Intendenta Budowli Korony.
Jakub Kubicki należał też do loży masońskiej Świątynia Izis, której był honorowym członkiem w latach 1811–1812. Był członkiem loży Jutrzenka Wschodząca w 1818
Zmarł 13 czerwca 1833 roku w Wilkowie.

## Działalność architektoniczna
Był autorem licznych pałaców. Jako architekt warszawski od 1807 stał się pośrednikiem między czystym klasycyzmem XVIII wieku i empirem. Dzieła Kubickiego są charakterystyczne ze względu na typowe dla jego projektów elementy: portyk kolumnowy i ryzalit ogrodowy. Reprezentował dojrzałą fazę klasycyzmu z wpływami palladianizmu i jest on autorem typowego polskiego dworu-pałacu.
Oprócz takich projektów jak pałace w Bejscach, Białaczowie, Młochowie, Nadzowie, Pławowicach, Radziejowicach, Sowińcu, Sterdyni i w Witkowicach (części Ropczyc), jest autorem wielu obiektów w Warszawie, jak również poza stolicą: kościoły w Mokobodach i Radziejowicach, a także Ratusz w Łęczycy, Fabryka Broni w Kozienicach oraz budynek loży masońskiej w Radomiu.

### Ważniejsze prace
- Pałac w Bejscach z 1802
- Pałac w Pławowicach z 1804–1805
- Przebudowa budynku Jezuitów na liceum Krzemienieckie (1805)
- Kościół pw. św. Klemensa i zajazd w Nadarzynie (1806)
- Budynki Kampusu Głównego Uniwersytetu Warszawskiego (1815-1816)[6]
- 18 pawilonów rogatkowych w Warszawie (1816–1823), po dwa w każdej lokalizacji: rogatki Mokotowskie, Grochowskie, Marymonckie, Wolskie, Jerozolimskie, Golędzinowskie, Powązkowskie, Ząbkowskie i Czerniakowskie[7]
- Kaplica Prawosławna św. Trójcy w Warszawie (po 1818)
- Plac Zamkowy w Warszawie (1818–1821)
- Arkady Kubickiego na Zamku Królewskim w Warszawie (1819–21)
- Dwie kordegardy przy ul. Wiejskiej w Warszawie[8]
- Niezrealizowany projekt Świątyni Opatrzności Bożej w Warszawie
- Kościół w Mokobodach (przypuszczalnie jego większa wersja była prezentowana jako projekt Świątyni Opatrzności Bożej)
- Brama egipska zamku w Tarnopolu
- Pałac w Białaczowie (ok. 1797)
- Przebudowa zameczku w zespole pałacowo-parkowym w Radziejowicach
- Ratusz w Płocku (1827)
- Płockie Rogatki Miejskie (1816–1818, 1825): Warszawskie, Dobrzyńskie i Płońskie.
- Pałac w Ładyhach
- Pałac w Samczykach – projektant dekoracji sufitu w okrągłym salonie
- Bramy triumfalne na placu Trzech Krzyży w Warszawie (1809, 1815)
- Pałac w Radziejowicach (przebudowa z przełomu XVIII i XIX wieku)
- Kościół w Radziejowicach (1820)
- Ratusz miejski w Łęczycy (1788−1790)

### Obiekty w warszawskich Łazienkach
- Belweder w Warszawie (przebudowa 1818–22)
- Świątynia Sybilli (ok. 1820)
- Maneż w obrębie Belwederu (1823–24)
- Stajnia Kubickiego (1825–1826)
- Nowa Kordegarda (1830)

### Obiekty o niepewnym autorstwie
- Świątynia Egipska w Łazienkach Królewskich w Warszawie (1819–22)
- Koszary Kantonistów (Dom Inwalidów) w Łazienkach Królewskich w Warszawie (1826–29)
- Kompleks pałacowy w folwarku Sielce w Warszawie; dawniej część Łazienek Królewskich (około 1820 roku, lub wcześniej)

## Życie prywatne
Około roku 1783 ożenił się z Anną Bletyng vel Pleting, z którą miał troje dzieci: Helenę (1784–1822), Józefę (1787–1812) i Izabelę Józefę (1791–1840).

## Odznaczenia i upamiętnienie
Odznaczony Orderem Świętego Stanisława IV klasy w 1815 roku i III klasy w 1818 roku.
W 1984 roku jego imieniem nazwano ulicę w dzielnicy Wilanów.